# محوطه دره آسیاب (قلعه خانم)
محوطه دره آسیاب (قلعه خانم) مربوط به دوران‌های تاریخی پس از اسلام است و در شهرستان قروه، بخش چهاردولی، روستای نارنجک واقع شده و این اثر در تاریخ ۲۵ اسفند ۱۳۷۹ با شمارهٔ ثبت ۳۶۰۲ به‌عنوان یکی از آثار ملی ایران به ثبت رسیده است.